# Епифаний от Павия
Епифаний от Павия (на латински: Epiphanius; * 439, Павия, † 21 януари 496, Павия, Ломбардия) е от 466 г. до смъртта си епископ на Павия и Светия на католическата и православната църква.
Предпоследният западноримски император Юлий Непот и остготският крал Теодорих Велики му дават важни дипломатически задачи.
Гробът му става скоро място за поклонение. Вършел лечителни чудеса. През 963 г. голяма част от неговите реликви са закарани от епископ Отвин в Хилдесхайм.
Св. Епифаний се чества на 21 януари.